# 마르크앙드레 아믈랭

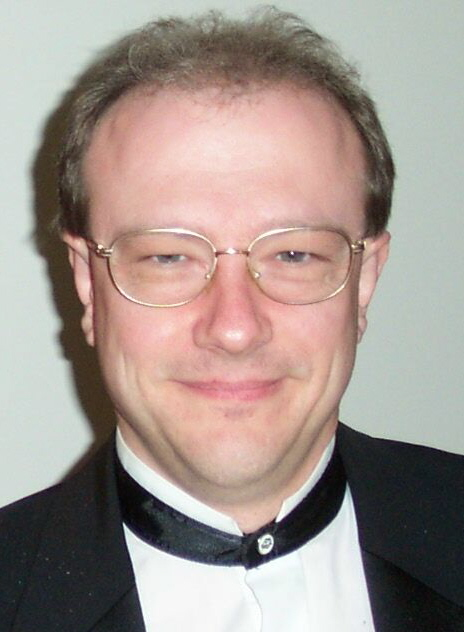

마르크앙드레 아믈랭(프랑스어: Marc-André Hamelin, 1961년 9월 5일 ~ )는 캐나다의 피아니스트이자 작곡가이다. 아믈랭은 연주의 독창성과 기술적 능숙함으로 세계적으로 인정받고 있다.
아믈랭은 히페리온 레이블을 사용하여 다양한 작곡가를 녹음했다. 레오폴드 고도프스키의 《쇼팽의 연습곡에 관한 53개의 연습곡》에 대한 그의 녹음은 잘 알려져 있다. 그는 특히 19세기 후반과 20세기 초반의 덜 알려진 작곡가들에 대한 관심으로 잘 알려져 있다. 레오폴드 고도프스키, 샤를 발랑탱 알캉, 카이코스루 샤푸르지 소랍지, 니콜라이 카푸스틴 등의 작곡가에 대한 관심으로 알려져 있다.